# Енгелберт фон Шварценбург
Енгелберт фон Шварценбург (на немски: Engelbert von Schwarzenburg; † сл. 1125) е граф, господар на замък Шварценбург близо до Рьотц в Горен Пфалц в Бавария.

## Произход и наследство
Той е син на граф Бертхолд I фон Шварценбург († ок. 1090/1104) и втората му съпруга Рихардис от род Спанхайми († ок. 1112/1130), дъщеря на Енгелберт I, маркграф на Марка Истрия († 1096), и Хедвиг Билунг от Саксония († 1112), дъщеря на херцог Бернхард II от Саксония и на Еилика († 1056) от род Швайнфурти. Внук е на катедралния фогт Фридрих I фон Регенсбург (1005 – 1075), граф от Дисен, и втората му съпруга Ирмгард фон Гилхинг.
Баща му наследява първата си съпруга дъщерята на граф Хайнрих фон Шварценбург и получава неговото име и наследство. Майка му се омъжва втори път за Попо II, маркграф на Истрия († 1095/1107) и трети път за Гебхард I, граф на Райхенхал († 1102). Брат е на Фридрих I фон Шварценбург († 1131), архиепископ на Кьолн (1100 – 1131).
Енгелберт фон Шварценбург или синът му Бертолд II фон Шварценбург построяват най-старите части на замъка. Син му Бертолд II умира като кръстоносец във Втория кръстоносен поход с крал Конрад III. С измирането на Шварценбургите замъкът отива на Хайнрих „Стари“ фон Бабенберг (1158 – 1223), 1-ви херцог на Медлинг, син на херцог Хайнрих II Язомиргот, и е продаден на Фридрих I Барбароса, император от фамилията Хоенщауфен и на 26 септември 1212 г. е преписан от император Фридрих II на бохемския крал Отокар I.
Фамилията на Шварценбургите измира през 1391 г. с Берта фон Шварценбург.

## Фамилия
Енгелберт фон Шварценбург се жени за фон Мюленарк от Щирия. Те имат децата:
- Ирмгард фон Шварценбург, омъжена за граф Адолф II/IV фон Берг, фогт на Капенберг († сл. 12 октомври 1160), син на граф Адолф /III фон Берг († 1106)
- Бертолд II фон Шварценбург († 28 август или 25 септември 1147/1148), ultimus familiae, кръстоносец във Втория кръстоносен поход с крал Конрад III
- Маргарета фон Шварценбург (* ок. 1100; † сл. 1134), омъжена 1122 г. за граф Адолф II фон Зафенберг, граф в Кьолнгау-Рургау (* ок. 1095; † 1152)